# Ígor Kunitsyn
Ígor Kostantínovich Kunitsyn (en ruso: И́горь Константи́нович Куни́цын; n. 30 de septiembre de 1981 en Vladivostok, Rusia) es un exjugador profesional de tenis ruso. En su carrera superó el millón de dólares en premios y ha conquistado un título a nivel ATP. Se metió dentro de los mejores 100 del mundo por primera vez en 2006, alcanzando su mejor ranking en individuales en julio de 2009, cuando fue n.º 35 del mundo.
En el Torneo de Moscú 2008 llegó como el n.º 71 del ranking mundial y se llevó el título tras superar en la final a su compatriota y ex-n.º 1 del mundo, Marat Safin, en tres sets.
En dobles fue semifinalista del Abierto de Francia 2008, junto a su compatriota Dmitri Tursúnov.

## Títulos (1; 1+0)

### Individuales (1)
| Leyenda                |
| Grand Slam (0)         |
| Tennis Masters Cup (0) |
| ATP Masters Series (0) |
| ATP Tour (1)           |

| N.º | Fecha                | Torneo | Superficie | Oponente en la final | Resultado         |
| --- | -------------------- | ------ | ---------- | -------------------- | ----------------- |
| 1.  | 6 de octubre de 2008 | Moscú  | Carpeta    | Marat Safin          | 7-6(6) 6-7(4) 6-3 |

### Clasificación en torneos del Grand Slam
| Torneo          | 2012 | 2011 | 2010 | 2009 | 2008 | 2007 | 2006 | 2003 | 2002 | Acumulado |
| --------------- | ---- | ---- | ---- | ---- | ---- | ---- | ---- | ---- | ---- | --------- |
| Australian Open | 1R   | 2R   | 2R   | 1R   | -    | 1R   | -    | -    | -    | 0         |
| Roland Garros   | 1R   | 1R   | 1R   | 1R   | -    | 1R   | -    | -    | -    | 0         |
| Wimbledon       | 1R   | 2R   | 1R   | 2R   | 1R   | 1R   | 2R   | 1R   | -    | 0         |
| US Open         |      | 3R   | -    | 1R   | 1R   | 2R   | 1R   | -    | 1R   | 0         |

### Dobles (1)
| Leyenda                |
| Grand Slam (0)         |
| Tennis Masters Cup (0) |
| ATP Masters Series (0) |
| ATP Tour (1)           |

| N.º | Fecha                 | Torneo | Superficie | Pareja          | Oponentes en la final           | Resultado  |
| --- | --------------------- | ------ | ---------- | --------------- | ------------------------------- | ---------- |
| 1.  | 24 de octubre de 2010 | Moscú  | Dura (i)   | Dmitri Tursúnov | Janko Tipsarević Viktor Troicki | 7-6(8) 6-3 |

### Finalista en dobles (3)
- 2006: Nottingham (junto a Dmitry Tursunov pierden ante Jonathan Erlich y Andy Ram)
- 2007: Newport (junto a Nathan Healey pierden ante Jordan Kerr y Jim Thomas)
- 2009: Kuala Lumpur (junto a Jaroslav Levinsky pierden ante Mariusz Fyrstenberg y Marcin Matkowski)

### Challengers singles (6)
| N.º | Fecha                   | Torneo     | Superficie    | Oponente en la final | Resultado         |
| --- | ----------------------- | ---------- | ------------- | -------------------- | ----------------- |
| 1.  | 17 de mayo de 2004      | Fergana    | Dura          | Prakash Amritraj     | 6–4 7–5           |
| 2.  | 25 de julio de 2005     | Togliatti  | Dura          | Victor Bruthans      | 6–1 6–2           |
| 3.  | 1 de agosto de 2005     | Saransk    | Tierra batida | Boris Pašanski       | 7–5 6–4           |
| 4.  | 19 de noviembre de 2007 | Shrewsbury | Dura (I)      | Igor Sijsling        | 6–2 6–4           |
| 5.  | 8 de septiembre de 2008 | Donetsk    | Dura          | Serguéi Bubka, Jr.   | 6-3 6-3           |
| 6.  | 23 de agosto de 2010    | Astaná     | Dura          | Konstantín Kravchuk  | 4-6 7-6(5) 7-6(3) |